# Eugenio Bava
Pour les articles homonymes, voir Bava.
Eugenio Bava est un directeur de la photographie italien né le 4 juin 1886 et décédé le 23 octobre 1966 à Rome. Il est le père de Mario Bava.

## Filmographie
- 1913 : Quo Vadis ? d'Enrico Guazzoni
- 1914 : Cabiria de Giovanni Pastrone
- 1916 : Les Cendres du passé de Febo Mari
- 1919 : Champagne caprice d'Achille Consalvi
- 1920 : La farfalla della morte d'Arturo Ambrosio  et Flaviano Viancini
- 1921 : Le ultime avventure di Galaor de Mario Restivo
- 1933 : Camicia nera de Giovacchino Forzano